# Jarrod Gilchrist
Jarrod Gilchrist (Melbourne, 1990. június 13. –) ausztrál válogatott vízilabdázó, az UNSW Wests Magpies játékosa.

## Nemzetközi eredményei
- Világbajnoki 8. hely (Barcelona, 2013)
- Világliga 4. hely (Dubaj, 2014)
- Világliga 5. hely (Bergamo, 2015)
- Világbajnoki 8. hely (Kazany, 2015)
- Világliga 5. hely (Huizhou, 2016)
- Olimpiai 9. hely (Rio de Janeiro, 2016)